# Psilocymbium tuberosum
Espèce
Psilocymbium tuberosum est une espèce d'araignées aranéomorphes de la famille des Linyphiidae.

## Distribution
Cette espèce est endémique de l'État de Bahia au Brésil. Elle se rencontre à Encruzilhada vers 980 m d'altitude.

## Description
Le mâle holotype mesure 1,2 mm et la femelle paratype 1,45 mm.

## Publication originale
- Millidge, 1991 : Further linyphiid spiders (Araneae) from South America. Bulletin of the American Museum of Natural History, no 205, p. 1-199 (texte intégral).